# Van Alphen

Van Alphen was een Nederlands geslacht dat vanaf 1815 tot de Nederlandse adel behoorde en in 1975 uitstierf.

## Geschiedenis
De stamreeks begint met Pieter Simons die vermeld wordt als koopman te Antwerpen en te Leiden, die te Rotterdam overleed en te Leiden werd begraven. Zijn zoon vestigde zich in 1603 in Hanau. Een achterkleinzoon van de laatste trok opnieuw naar de Nederlanden en werd er predikant en hoogleraar; deze was de grootvader van de bekende dichter Hieronymus van Alphen.
Een zoon van de laatste werd op 16 september 1815 verheven in de Nederlandse adel waarmee hij en zijn nakomelingen het predicaat jonkheer/jonkvrouw verkregen. Het geslacht stierf in 1975 uit.

## Enkele telgen
Hieronymys Simons van Alphen (1632-1692), raad van de stad Hanau
- prof. dr. Hieronymus (Simons) van Alphen (1665-1742), predikant te Warmond, Zutphen en Amsterdam, hoogleraar theologie te Utrecht (1715-1737)
  - mr. Johannes van Alphen (1710-1750), poorter te Gouda (1741), vroedschap, schepen en schepen-commissaris aldaar
    - mr. Hieronymus van Alphen (1746-1803), pensionaris van Leiden, raad en thesaurier (1793-1795) van de Verenigde Nederlanden, vooral bekend als schrijver van gedichten voor kinderen
      - jhr. mr. Daniël François van Alphen (1774-1840), lid van de Tweede Kamer
        - jkvr. Johanna Maria van Alphen (1799-1866); trouwde in 1842 met Willem Nicolaas Rose (1801-1877), officier en rijksbouwmeester, ridder Militaire Willems-Orde, lid van de familie Rose
        - jhr. mr. Hieronymus van Alphen (1801-1876), landheer van Pesantrén
          - jhr. dr. Hieronymus van Alphen (1851-1935), hoofdredacteur van het dagblad De Locomotief

        - jhr. mr. Antonie Frederik van Alphen (1804-1839), lid Raad van Justitie te Soerabaja
          - jhr. Daniël François van Alphen (1834-1893), resident van Besoeki
            - jkvr. Antoinette Ludovica van Alphen (1878-1910), kunstschilderes
            - jkvr. Leonore van Alphen (1885-1975), laatste telg van het geslacht; trouwde in 1907 met dr. Jan Bastiaan Hubrecht (1883-1978), astronoom, ambassadeur, zoon van dr. Ambrosius Hubrecht
            - jkvr. Julie van Alphen (1887-1962); trouwde in 1912 met René Charles Théodore Roosmale Nepveu (1879-1940), ambassadeur; trouwde in 1955 met mr. Willem Carel baron Snouckaert van Schauburg (1888-1982), thesaurier en grootofficier van de koningin, lid van de familie Snouckaert van Schauburg

        - jkvr. Marie Louise van Alphen (1808-1895); trouwde in 1828 met jhr. mr. Willem Gerrit Hovy (1805-1886), lid van de ridderscahp van Overijssel, lid provinciale staten, kamerheer i.b.d., ridder Militaire Willems-Orde
        - jkvr. Rosalie Caroline Louise van Alphen (1810-1871); trouwde in 1846 met mr. Rudolph Carel baron d'Ablaing van Giessenburg (1804-1881), heer van Giessenburg c.a., hoogheemraad van Schieland, lid van de familie D'Ablaing
        - jhr. mr. Rijcklof Michael Cunningham van Alphen (1812-1842), assistent-resident te Semarang
        - jkvr. Jeanne Guillemin van Alpen (1817-1880); trouwde in 1844 met mr. Johan Hendrik Verboom baron van Reede van Oudshoorn (1806-1891), burgemeester van Oudshoorn, ridder Militaire Willems-Orde
        - jhr. mr. François Emanuel Matthieu van Alphen (1822-1899), lid van de Raad van State